# Euphyia rectifascia
Euphyia rectifascia là một loài bướm đêm trong họ Geometridae.